# Ґонічкі
Ґонічкі (пол. Goniczki, нім. Jagenau) — село в Польщі, у гміні Вжесня Вжесінського повіту Великопольського воєводства.
Населення — 131 особа (2011).
У 1975-1998 роках село належало до Познанського воєводства.

## Демографія
Демографічна структура станом на 31 березня 2011 року:
|          | Загалом | Допрацездатний вік | Працездатний вік | Постпрацездатний вік |
| -------- | ------- | ------------------ | ---------------- | -------------------- |
| Чоловіки | 69      | 16                 | 45               | 8                    |
| Жінки    | 62      | 7                  | 36               | 19                   |
| Разом    | 131     | 23                 | 81               | 27                   |